# 福井県道207号今庄杉津線
福井県道207号今庄杉津線（ふくいけんどう207ごう いまじょうすいづせん）は、福井県南条郡南越前町と福井県敦賀市とを結ぶ一般県道。

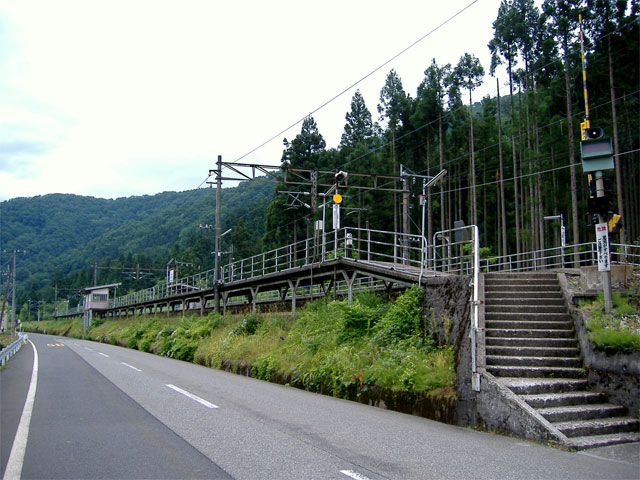
左側が今庄杉津線。右側は北陸本線南今庄駅

## 歴史・概要

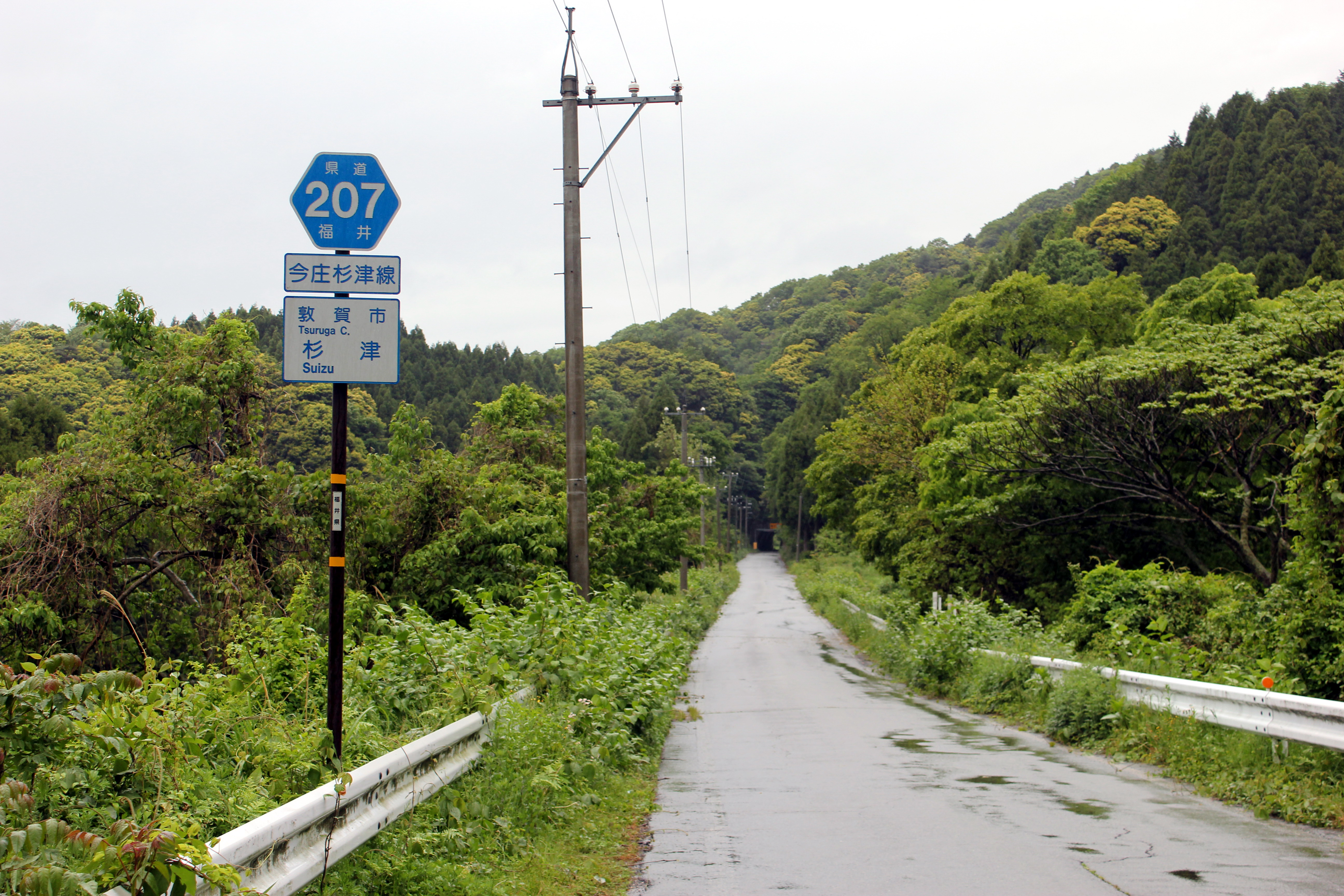
山中トンネル-杉津PA間

敦賀市と南越前町（旧今庄町）とを結ぶ道路である。大半の区間は1962年（昭和37年）に廃止された国鉄北陸本線旧線跡を転用したものであり、旧街道とは外れた経路となっている。この道路ができたことにより旧街道の大半は利用されなくなり、廃道になった部分もある。また、山中トンネル - 杉津PA間はトンネルと鉄橋の連続する旧線区間で、並行道路は存在しなかった。現在は鉄橋の上にアスファルト道路を設けている。杉津PA - 国道8号間のつづら折れは連絡道として新設されたものである。
地理的には海沿いを北上する国道8号と、山間部を北上する国道365号を東西に短絡する県道である。またこの道は福井県の嶺南、嶺北を隔てる三つの峠の一つである山中峠を経由し、現県道はトンネルでその下を貫いている。他の二つの峠、栃ノ木峠(国道365号)・木ノ芽峠(国道476号)を経由する道路は国道だが、この山中峠は県道である。
2022年（令和4年）8月5日の集中豪雨により南越前町内で土砂災害が複数個所で発生。南越前町大桐地内が一時孤立する状況となった。

### 路線データ
- 起点：福井県南条郡南越前町今庄（国道365号交叉点）
- 終点：同県敦賀市杉津（国道8号交叉点）

## 道路状況
起点から山中トンネルまでは整備の行き届いた普通の県道。ところどころセンターラインの消えるところはあるが、離合に困るような箇所はほとんどない。旧線のスノーシェッドをそのまま転用した箇所もある。ただし山中トンネルを含む敦賀市側のトンネル群とその先にはガードレール、カーブミラーはあるものの、狭路に急カーブが続く。またこのトンネル群は北陸本線の非電化単線のトンネルを転用したため非常に狭く、乗用車同士でも離合不可能なほどである。山中トンネルは直線で見通しが効くため信号機はないが、先入車優先との表示がある。他のトンネルは先の状況がわからないカーブをしており、交互通行のための信号機が設置されているところがある。その先、杉津PA付近の旧杉津駅跡は鉄道時代から変わらず、高台から敦賀湾を見下ろせる眺望の良い場所である。そこを過ぎるとつづら折れの林の中を下り、国道8号に達する。
以前は、杉津PA付近から国道476号に接続する、北陸本線跡を転用した市道を経由して今庄と敦賀を結ぶ「抜け道」としての利用車が多かった。2004年、国道476号に通年通行可能な木ノ芽峠トンネルが開通したため、非電化単線の狭いトンネルを転用した走りにくい当路線の利用は減っている。平日の昼間は生活道路として比較的交通量はある。

## 通過する峠
- 山中峠

## 接続道路
- 国道365号（国道476号重複）（南越前町今庄、起点）
- 国道8号（福井県道204号大谷杉津線重複）（敦賀市杉津、終点）

## 沿線
- ハピラインふくい線 南今庄駅
- 国鉄大桐駅跡
- E8 北陸自動車道 杉津PA - ぷらっとパークを設置しており、高速道路外からも徒歩にて売店ほかの休憩施設を利用できる。
- 敦賀市立東浦小学校